# Palazzo Como
A Palazzo Como vagy Palazzo Cuomo egy nápolyi palota és múzeum. Reneszánsz faragottkő homlokzata miatt kitűnik a Corso Umberto épületei közül.

## Leírása
Az épületet 1464 és 1490 között építették toszkán kézművesek Angelo Como nápolyi kereskedő számára, aki V. Alfonz aragóniai király és Calabria hercege pártfogoltja volt. Az épület tehát első tulajdonosáról nyerte a nevét. 1587-ben a palotát eladták, majd a szomszédos kolostor része lett. Az 1881-82-es városmegújítási mozgalom keretén belül lebontották és 20 m-rel távolabb újraépítették. Azóta a múzeum ad helyet a Filangeri Múzeumnak, melyben fegyverek, porcelánok és korabeli ruhák láthatók.
A palota faragott kőből épített homlokzatát guelf kereszt alakú ablakok tagolják. Az oldalhomlokzatok teljesen eltérnek a főhomlokzattól: más helybéli mesterek munkái.